# Jump Back: The Best of The Rolling Stones
Jump Back: The Best of The Rolling Stones 1971-1993 è un album compilation dei Rolling Stones pubblicato nel 1993 in tutto il mondo dalla Virgin Records tranne che negli Stati Uniti. La versione statunitense uscì solo il 24 agosto 2004.

## Descrizione
Si tratta della prima raccolta dei Rolling Stones pubblicata nell'era del compact disc, e copre il periodo di carriera che va da Sticky Fingers del 1971 fino a Steel Wheels del 1989. Inoltre fu anche la prima uscita per la nuova etichetta degli Stones Virgin Records, con la quale avevano firmato un contratto nel novembre 1993. L'album raggiunse la posizione numero 16 in Gran Bretagna.
La copertina del disco è opera dell'artista Maurice Jones e tutte e quattro le scarpe mostrate sono ancora in suo possesso.

## Tracce
Testi di Mick Jagger e Keith Richards.
1. Start Me Up – 3:34
2. Brown Sugar – 3:48
3. Harlem Shuffle – 3:25 (testo: Bobby Byrd & Earl Nelson)
4. It's Only Rock 'n Roll – 5:07
5. Mixed Emotions (versione del singolo) – 4:01
6. Angie – 4:31
7. Tumbling Dice – 3:45
8. Fool to Cry (versione del singolo) – 4:06
9. Rock and a Hard Place (versione del singolo) – 4:05
10. Miss You (versione del singolo) – 3:34
11. Hot Stuff (versione del singolo) – 3:30
12. Emotional Rescue – 5:39
13. Respectable – 3:07
14. Beast of Burden (versione del singolo) – 3:29
15. Waiting on a Friend – 4:35
16. Wild Horses – 5:43
17. Bitch – 3:36
18. Undercover of the Night – 4:33